# I Love Techno

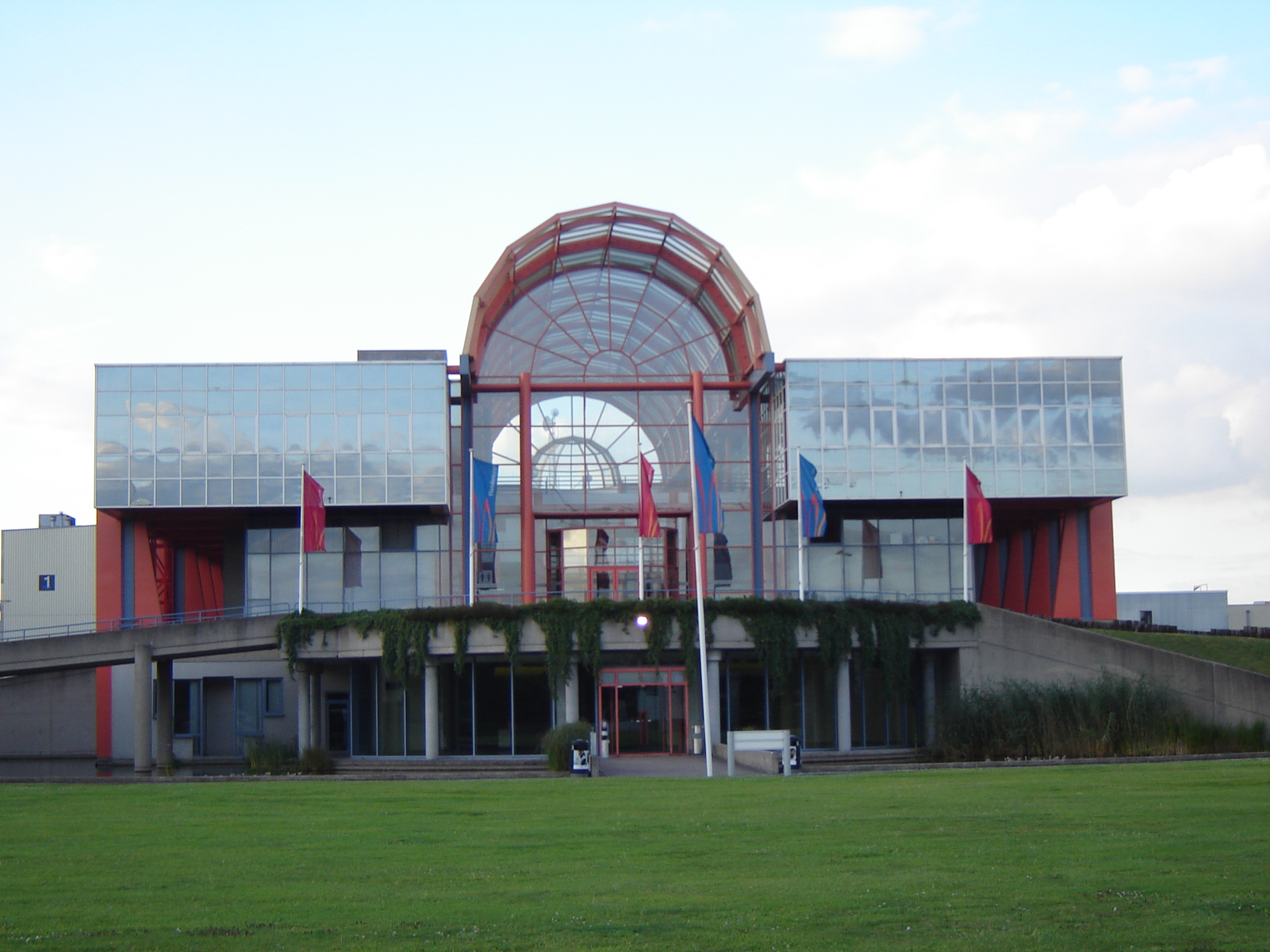
Haupteingang des Flanders Expo Park

I Love Techno ist eine jährlich stattfindende Großveranstaltung der Elektronischen Musikszene. Es fand zunächst jährlich in der Flanders Expo in Gent, Belgien, statt, seit 2016 in Montpellier, Frankreich. Das Event ist in sechs verschiedene Areale, unterschiedliche Bars und ein Kino auf 50.000 m² unterteilt. Neben dem Mainfloor und einer Chill-out-Lounge gibt es noch fünf weitere Areale die nach Farben benannt sind und dementsprechend auch die Lichtinstallation und Dekoration gehalten ist. Die einzelnen Hallen tragen die Namen Blue Floor, Green Floor, Orange Floor, Red Floor und Yellow Floor. Jeder dieser Floors bietet Platz für ca. 5000 Personen. Neben belgischen DJs und Liveacts treten jedes Jahr weltbekannte Größen der elektronischen Musikszene auf (siehe abschnitt DJs und Liveacts/Bands).

## Geschichte
Der erste sogenannte Rave unter diesem Namen fand 1995 im Vooruit in Gent mit 700 Besuchern statt. Der Veranstalter war Peter Decuypere, der auch schon erfolgreich den Technoclub FUSE in Brüssel betrieb. Jahre darauf zog die Veranstaltung wegen unerwartet großen Besucherzuwachs in den Expo Park, ebenfalls in Gent, um. 2003 fand einmalig zusätzlich unter demselben Namen ein Open-Air-Festival im Industriepark Balendijk in Lommel, Belgien, statt. Aufgrund der geringen Besucherzahl (auch der im Herbst gefolgten Indoor-Edition) wurde die Idee nicht fortgeführt. 2010 feierte das Event sein fünfzehnjähriges Bestehen. Jährlich besuchen zwischen 33 000 und 35 000 Menschen die Veranstaltung.

## DJs und Liveacts/Bands
Im folgenden Abschnitt findet sich eine Auflistung in alphabetischer Reihenfolge eine Auswahl an Musikern die seit der ersten Veranstaltung bei I Love Techno einen auftritt hatten (In Klammern die Jahreszahlen ihres Auftrittes).

### A–G
| - 2 Many DJs (2003, 2006) - A-Trak (2009) - Adam Beyer (1998, 2005, 2007, 2009) - Alchemist (2007) - Alter Ego (2004, 2007) - André Galluzzi (2005) - Apparat (2006) - Apollo 440 (1997) - Ben Sims (2007) - Birdy Nam Nam (2009) - Booka Shade (2008) - Boys Noize (2006, 2007, 2008, 2009) - British Murder Boys (2007) - Buraka Som Sistema (2009) - Carl Cox (1996, 1997, 2004) - Carl Craig (1996, 1998, 2006, 2009) - Chemical Brothers (1996, 2004) - CJ Bolland (1998) - Chris Liebing (2005, 2009) - Christian Smith (2005) - Cosy Mozzy (2007) - Cristian Varela (2004) - Crookers (2008, 2009) - Daft Punk (1995, 1997) - Darko (2004) - Darren Emerson (1996, 1998, 1999) - Dave Clarke (1997, 1998, 2004, 2005, 2006, 2007, 2009) - Daz Sound (1996) | - Deadmau5 (2009) - Deg (2005) - Deetron (2007) - Derrick May (2005) - Digitalism (2006, 2007, 2008) - DJ Amok (2004) - DJ Bone (2005) - DJ Cyrix (2003) - DJ Dan (2004) - DJ Ghost (2004, 2007) - DJ Morpheus (1998) - DJ Naughty (2005) - DJ Peak (2004) - DJ Pierre (1998, 2005) - DJ Rush (2004, 2006: Rush & Bold, 2007) - DJ Valium (2000) - DJ Xentrik (2004) - Dr. Lektroluv (2005, 2006, 2007) - Elecronmike vs. Bernd Isaac (2007) - Ellen Allien (2006, 2007) - Erol Alkan (2007) - Fader Gladiator (2009) - Fake Blood (2009) - Felix Da Housecat (2004, 2007) - Felix Kröcher (2007) - Fixmer/McCarthy (2005) - Franco Cangelli (2005) - Fred Nasen (2004) |

### G–R
| - Goose (2007) - Green Velvet (1996, 1999) - Gui Boratto (2007) - Ivan Smagghe (2004) - JRD (2004) - Jacek Sienkiewicz (2004) - James Holden (2006) - James Ruskin (2004) - Jan van Biesen (2005) - Jeff Mills (1995, 1996, 1997, 1999) - Joris Voorn (2004, 2006, 2009) - Justice (2006, 2007, 2008) - Justin Berkovi (2004) - Kirk Degiorgio (1997) - Klaxons (2007) - Kruder & Dorfmeister (1997) - Kraftwerk (2006) - Laurent Garnier (1996, 1998, 1999, 2006, 2009) - Len Faki (2007, 2009) - Luciano (2004) - Luke Slater (1998, 1999, 2009) - MSTRKRFT (2007) - Magda (2005) | - Marco Bailey (2004, 2005, 2007) - Marco Remus (2007) - Mathew Jonson (2007) - Mark Broom (1996, 1997, 1998) - Marko Nastic (2006) - Matthew Dear (2005) - Marusha (1996, 1998) - Michael Mayer (2004) - Midnight Funk Association (1997) - Miss Kittin (2005) - Miss Kittin & The Hacker (2007) - Miss Djax (2006) - Mister C. (1996) - Monica Electronica (2007) - Motor (2007) - Mylo (2004) - Nathan Fake (2005) - Ortin Cam (2007) - Paul Kalkbrenner (2009) - Paul van Dyk (1996, 1999) - Pet Duo (2004, 2006, 2008) - Peter Novak (2002) - Q-IC (2006) |

### R–Z
| - Redhead (2004) - Redshape (2007) - Reinhard Voigt (2004) - Rezza (2003) - Ricardo Villalobos (2004, 2005) - Richie Hawtin (1995, 2004, 2005) - Robert Hood (2005) - Robert Miles (1997) - Scan X (1996) - Seba Lecompte (2004) - Secret Cinema (1996) - Shinedoe (2007) - Simian Mobile Disco (2007, 2009) - Soulwax (2006) - Spacid (2005) - Speedy J (2005, 2009) - Stacey Pullen (1997) - Stephan Bodzin (2007) - Steve Rachmad (1998, 2004) - Stijn (2004) - Superdiscount 2 (2005) - Sven Väth (1998, 1999, 2004, 2005) - Sven Wittekind (2007) - System 7 (1996) - Technasia (2006, 2007) | - The Advent (1996) - The Bloody Beetroots (2009) - The Count & Sinden (2009) - The Dominators (2006) - The Glimmer Twins (1998, 2005) - The Prodigy (2004) - Tiefschwarz (2006) - Tiga (2005, 2006, 2009) - Tiresz (2004) - Tocadisco (2009) - Tobi Neumann (2005) - Tom Hades (2005) - Tony Rohr (2005) - T.Raumschmiere (2005) - Trentemøller (2007) - Troy Pierce (2005) - T-Quest (2005) - Umek (2001) - Underworld (1998, 2005, 2010) - Valentino Kanzyani (2006) - Vladimir Trapeznikov (2001) - Vitalic (2005, 2009) - Yves Deruyter (1998) - Zombie Nation (2009) |